# Ратова, Айман Болатовна
Айман Болатовна Ратова (в девичестве Кожахметова; род. 23 апреля 1991 года) — казахстанская легкоатлетка (спортивная ходьба), участница Олимпиады в Лондоне.

## Биография
Айман, как и её сестра Шолпан родились в Талды-Кургане. В настоящее время сестры живут в Алматы и учатся на биологическом факультете КазНУ им. Аль-Фараби. Также долгое время сестры профессионально занимались плаванием, и показывали очень хорошие результаты. Но в дальнейшем перешли на спортивную ходьбу.
Право выступить на Олимпийских играх 2012 года в Лондоне она получила в Москве на открытом чемпионате России, где на дистанции 20 км она показала время 1:31,55. На самой Олимпиаде, пройдя дистанцию за 1.35,00 Айман Кожахметова показала 42-й результат.
На чемпионате мира 2013 года у Айман был обнаружен допинг (экзогенный тестостерон и эритропоэтин), из-за чего она была дисквалифицирована до 11 сентября 2015 года, а её результат (27-е место на дистанции в 20 км) был аннулирован.